# ヘルムート・フリードリヒス
ヘルムート・ヘルマン・カール・フリードリヒス （Helmuth Hermann Karl Friedrichs、1899年9月22日 - 1945年2月以降生死不明）は、ナチス・ドイツの政治家。ナチ党官房長マルティン・ボルマンの側近。親衛隊中将。

## 略歴
プロイセン王国のオッテルンドルフに教師のカール・フリードリヒスと妻のドーラの息子として誕生。オッテルンドルフの国民学校と実科学校を卒業後、オスナブリュックの実科高等学校へ進んだ。
第一次世界大戦に勃発後、1916年6月より兵役に就き第10工兵大隊に所属して東部戦線及び西部戦線へ従軍する。1918年10月にイギリス軍の捕虜となり1919年12月に釈放された。 
1920年1月にドイツ国家人民党のカール・ディンクラーゲのプロイセン州議会選挙の選挙応援活動に、3月にはリヒトシュラータ義勇軍に参加する。4月から12月まで国軍に入隊し第8工兵大隊に所属する。1921年春にオーバーシュレジエンで自衛団となり、秋よりヴェストファーレンで鉱山労働者として働いた。1923年4月よりボーフムの鉱業学校で学び、1925年に鉱山職員試験を受験。4月からクラウスタール大学で鉱業学を学ぶが中退した。
1929年2月1日に国家社会主義ドイツ労働者党（ナチ党）に入党（党員番号124,214） し、同時期に突撃隊上級曹長の階級で突撃隊に入隊した。1930年5月1日に北ヘッセン＝ナッサウ大管区の大管区事務長、組織・人事部長、大管区監察官、大管区演説者となる。1933年にカッセルの党高級事務長となる。1933年11月12日からは選挙区19区（ヘッセン＝ナッサウ地区）選出のドイツ国会議員となる。
1934年3月にナチ党全国指導部勤務となりミュンヘンの党本部褐色館に転属。副総統官房の第II部（党内問題）部長となる。1938年より副総統官房政治本部長及び党内問題特務部長に就任する。1941年5月1日から1942年12月1日まで臨時に党官房動員部長となる。1942年からマルティン・ボルマンの側近となった。
1936年7月の4週間、予備役として第7工兵大隊に配属され訓練を受ける。1936年11月9日に親衛隊に入隊（隊員番号278,229）し、親衛隊本部の幕僚となる。1938年1月30日からは親衛隊全国指導者幕僚となる。
1944年秋よりベルリンで国民突撃隊の任務に就くが、1945年2月以降行方不明となる。戦後の1951年8月13日にミュンヘン地方裁判所から1945年12月31日の死亡を宣告された。

## キャリア

### 階級
出典
- 1916年6月、士官候補生
- 1918年2月、少尉
- 1934年8月1日、突撃隊上級曹長
- 1936年、予備役少尉
- 1936年11月9日、親衛隊二等兵
- 1936年11月9日、 親衛隊中佐
- 1937年1月30日、親衛隊大佐
- 1938年1月30日、親衛隊上級大佐
- 1942年1月30日、親衛隊少将
- 1944年11月9日、親衛隊中将

### 受章
出典
- 鉄十字勲章
  - 1914年版二級鉄十字章
  - 1914年版一級鉄十字章
- 1938年3月13日記念メダル
- シュレジエン防護章（ドイツ語版）
  - 一級柏葉章（1921年）
  - 二級柏葉章（1921年）
- ブラウンシュヴァイク二級戦功十字章（ドイツ語版）
- 名誉十字章
  - 前線戦士章（1934年）
- 黄金ナチ党員バッジ
- 勤続章（ドイツ語版）
  - ナチ党勤続章
    - 銅章
    - 銀章
- 親衛隊全国指導者名誉長剣
- 親衛隊名誉リング
- 親衛隊冬至祭燭台（ドイツ語版）
- 古参党員袖章